# Kastor i Polluks
Kastor i Polluks (Kastorowie) – w mitologii rzymskiej zlatynizowane imiona Dioskurów, Kastora i Polideukesa (Polydeukesa). Mimo obcego pochodzenia, w Rzymie uznawano ich niemal za bóstwa rodzime.
Swą obecnością mieli wesprzeć Rzymian w bitwie koło jeziora Regillus stoczonej z Latynami (sprzymierzeńcami wygnanego Tarkwiniusza Pysznego), gdy niespodzianie pojawili się jako dwaj młodzieńcy na białych rumakach. Podanie to uzasadniało fakt, iż czczono ich jako patronów jazdy rzymskiej. 
Na gruncie innego podania uważano ich również za bóstwa morskie i patronów żeglarzy, którzy podczas burzy uratowali statek przed zatonięciem, co innym wskazały symboliczne ogniki płonące nad ich głowami.
Adam Mickiewicz w Panu Tadeuszu zrównywał ich z prastarymi słowiańskimi bóstwami: „Kastor z bratem Polluksem jaśnieje na czele / Zwani niegdyś u Słowian Lele i Polele…”. Autorem poświęconego im hymnu (Dioskuroi) w epoce hellenistycznej był Teokryt z Syrakuz.